# 世界の村で発見!こんなところに日本人
『世界の村で発見!こんなところに日本人』（せかいのむらではっけん!こんなところににほんじん）は、朝日放送テレビの制作により、テレビ朝日系列にて2013年4月5日から2019年3月26日までレギュラー放送されて、以後は不定期特番として単発放送されているバラエティ番組である。全149回。なお、レギュラー化前に2008年より不定期特番として7回放送していた。

## 概要
世界各地の小さな村や町に住む日本人を芸能人が訪ね、その生活やその地に住むようになった経緯、それまでの半生などを紹介するドキュメントバラエティー。リポーターは現地での移動の手配などすべて自分でこなしながら日本人を探す。
レギュラー化前に2008年より不定期特番として7回放送している。
2013年4月5日から「Oh!どや顔サミット」に代わってレギュラー番組としての放送が開始するとともに「千原せいじがアフリカ54か国に住む日本人全員に会いに行きます!」という企画がスタートし、ゲストリポーターの旅と千原せいじのアフリカでの旅の様子が放送される。なお、金曜日21時台の朝日放送の紀行番組にあたるのは「世界プチくら!」以来9年5ヶ月ぶりとなる。
レギュラー放送開始から2016年3月11日までの3年間の金曜21:00 - 21:54枠から、2016年4月より火曜21:00 - 21:54枠へ移動する。尚、従前の火曜21:00 - 21:54枠の『ロンドンハーツ』は、2016年4月より『金曜★ロンドンハーツ』に改題の上、従前の当番組の放送枠のテレビ朝日制作に入れ替えにより金曜21:00 - 21:54枠へ移転 した、事実上の枠交換となる。火曜21:00 - 21:54枠が朝日放送制作になるのは『人気者でいこう!』以来15年ぶりとなる。なお、火曜20:00 - 20:54枠の『たけしの健康エンターテインメント!みんなの家庭の医学』も朝日放送テレビ制作のため、2時間連続で朝日放送テレビ制作の番組が放送される。これに伴い『ターニングポイント』以来16年半続いていた金曜日21時台の朝日放送制作のバラエティ番組枠は終了した。
拡大SPが多発する中、当番組の拡大SPは、金曜時代は19時台にアニメ『ドラえもん』（第2期）と『クレヨンしんちゃん』、20時台に生放送番組である『ミュージックステーション』が存在する関係上、改編期と年末年始に行う程度だったが、火曜移動後は4月19日に2時間SP、5月24日に3時間SPを放送と、早くも拡大版を放送、また4月26日・6月17日・7月26日・8月2日・16日は『みんなの家庭の医学』と、8月23日は19時台の『林修の今でしょ!講座』（テレビ朝日制作）との合体3時間SPを放送した。
2017年度以降、当番組・『林修の今でしょ!講座』（テレビ朝日制作）・『たけしの健康エンターテインメント!みんなの家庭の医学』→『名医とつながる!たけしの家庭の医学』を含めた3番組において、週替わりで3時間のSP編成を放送するケースが多くなっており、それに伴い本来は原則毎週火曜21時からの放送にもかかわらず月に0〜2回程しか放送されていない。通常の1時間枠での放送は2017年5月30日が最後となり、それ以後の同年7月4日から最終回の2019年3月26日まで25回連続で19時 - 21時48分での3時間SPを放送、その結果、火曜時代は3年間の放送ながら、放送回数はちょうど1年分の「52回」だった。レギュラーとしての放送は終了し、単発番組として継続している。

## 出演者
司会
- 千原ジュニア（千原兄弟）

リポーター
- 千原せいじ（千原兄弟）
- ゲストリポーター
  - 通常編成の放送では1人であるが、上記のとおり最近は3時間スペシャルとして放送されることがほとんどであり、その場合は複数名登場する。

ナレーター
- 奥田民義

### 過去の出演者
司会者
- 久本雅美 ※レギュラー放送開始以前の特番に出演

パネラー
- 森泉
- 森山良子（2016年4月19日 - 2019年3月26日）
- 高橋みなみ（2016年4月19日 - 2019年3月26日）
- 須賀健太（2016年4月19日- 2019年3月26日）

データマン
- 大野拓朗

## 放送リスト

### パイロット版の放送日
| 回数  | 放送日                   | 旅に出たゲスト | 放送時間（JST） | 備考 |
| ----- | ------------------------ | -------------- | --------------- | ---- |
| 第1回 | 2008年1月2日（水曜日）   |                | 16:00 - 17:55   |      |
| 第2回 | 2009年1月2日（金曜日）   |                | 16:00 - 17:55   |      |
| 第3回 | 2010年12月19日（日曜日） |                | 18:56 - 20:54   |      |
| 第4回 | 2011年5月1日（日曜日）   |                | 18:56 - 20:54   |      |
| 第5回 | 2011年10月9日（日曜日）  |                | 18:56 - 20:54   |      |
| 第6回 | 2012年3月27日（火曜日）  |                | 19:00 - 21:48   |      |
| 第7回 | 2012年9月25日（火曜日）  |                | 19:00 - 21:48   |      |

### 復活特番の放送日
| 回数          | 放送日                  | 旅に出たゲスト | 放送時間（JST） | 備考    |
| ------------- | ----------------------- | --- | --------------- | ------- |
| 第8回         | 2020年1月7日（火曜日）  | 南果歩（ トンガ・ババウ島 ウトゥレイ村）、森口瑤子（ ネパール・ソルクンブ郡 モンジョ村）                                                   | 19:00 - 21:48   | 3時間SP |
| 第9回 特別編  | 2020年4月21日（火曜日） | 八嶋智人（ モルディブ・マラドゥフェイドゥ）、吉幾三（ エチオピア・イルガアレム）                                                           | 19:00 - 20:54   | 2時間SP |
| 第10回 特別編 | 2020年6月9日（火曜日）  | 杉田かおる（ ボリビア・コルチャニ村）、南果歩（ トンガ・ババウ島 ウトゥレイ村）                                                            | 19:00 - 20:54   | 2時間SP |
| 第11回 特別編 | 2020年9月1日（火曜日）  | 賀来千香子（ ノルウェー・ロングイェールビーン）、高岡早紀（ アルゼンチン・ウスアイア）                                                     | 19:00 - 20:00   | 1時間SP |
| 第12回        | 2022年5月24日（火曜日） | 現地のガイド 南アフリカ共和国・ホードスプリート、現地のガイド ブラジル・ベレンのバチスタカンポス、南果歩（ トンガ・ババウ島 ウトゥレイ村） | 20:00 - 21:48   | 2時間SP |

## レギュラー放送のネット局
| 放送地域       | 放送局                       | 系列                                         | 放送日時                                | 備考       |
| -------------- | ---------------------------- | -------------------------------------------- | --------------------------------------- | ---------- |
| 近畿広域圏     | 朝日放送テレビ（ABC TV）     | テレビ朝日系列                               | 金曜 21:00 - 21:54 ↓ 火曜 21:00 - 21:54 | 制作局     |
| 北海道         | 北海道テレビ（HTB）          | テレビ朝日系列                               | 金曜 21:00 - 21:54 ↓ 火曜 21:00 - 21:54 | 同時ネット |
| 青森県         | 青森朝日放送（ABA）          | テレビ朝日系列                               | 金曜 21:00 - 21:54 ↓ 火曜 21:00 - 21:54 | 同時ネット |
| 岩手県         | 岩手朝日テレビ（IAT）        | テレビ朝日系列                               | 金曜 21:00 - 21:54 ↓ 火曜 21:00 - 21:54 | 同時ネット |
| 宮城県         | 東日本放送（KHB）            | テレビ朝日系列                               | 金曜 21:00 - 21:54 ↓ 火曜 21:00 - 21:54 | 同時ネット |
| 秋田県         | 秋田朝日放送（AAB）          | テレビ朝日系列                               | 金曜 21:00 - 21:54 ↓ 火曜 21:00 - 21:54 | 同時ネット |
| 山形県         | 山形テレビ（YTS）            | テレビ朝日系列                               | 金曜 21:00 - 21:54 ↓ 火曜 21:00 - 21:54 | 同時ネット |
| 福島県         | 福島放送（KFB）              | テレビ朝日系列                               | 金曜 21:00 - 21:54 ↓ 火曜 21:00 - 21:54 | 同時ネット |
| 関東広域圏     | テレビ朝日（EX）             | テレビ朝日系列                               | 金曜 21:00 - 21:54 ↓ 火曜 21:00 - 21:54 | 同時ネット |
| 長野県         | 長野朝日放送（abn）          | テレビ朝日系列                               | 金曜 21:00 - 21:54 ↓ 火曜 21:00 - 21:54 | 同時ネット |
| 新潟県         | 新潟テレビ21（UX）           | テレビ朝日系列                               | 金曜 21:00 - 21:54 ↓ 火曜 21:00 - 21:54 | 同時ネット |
| 静岡県         | 静岡朝日テレビ（SATV）       | テレビ朝日系列                               | 金曜 21:00 - 21:54 ↓ 火曜 21:00 - 21:54 | 同時ネット |
| 石川県         | 北陸朝日放送（HAB）          | テレビ朝日系列                               | 金曜 21:00 - 21:54 ↓ 火曜 21:00 - 21:54 | 同時ネット |
| 中京広域圏     | 名古屋テレビ（メ〜テレ/NBN） | テレビ朝日系列                               | 金曜 21:00 - 21:54 ↓ 火曜 21:00 - 21:54 | 同時ネット |
| 広島県         | 広島ホームテレビ（HOME）     | テレビ朝日系列                               | 金曜 21:00 - 21:54 ↓ 火曜 21:00 - 21:54 | 同時ネット |
| 山口県         | 山口朝日放送（yab）          | テレビ朝日系列                               | 金曜 21:00 - 21:54 ↓ 火曜 21:00 - 21:54 | 同時ネット |
| 香川県・岡山県 | 瀬戸内海放送（KSB）          | テレビ朝日系列                               | 金曜 21:00 - 21:54 ↓ 火曜 21:00 - 21:54 | 同時ネット |
| 愛媛県         | 愛媛朝日テレビ（eat）        | テレビ朝日系列                               | 金曜 21:00 - 21:54 ↓ 火曜 21:00 - 21:54 | 同時ネット |
| 福岡県         | 九州朝日放送（KBC）          | テレビ朝日系列                               | 金曜 21:00 - 21:54 ↓ 火曜 21:00 - 21:54 | 同時ネット |
| 長崎県         | 長崎文化放送（ncc）          | テレビ朝日系列                               | 金曜 21:00 - 21:54 ↓ 火曜 21:00 - 21:54 | 同時ネット |
| 熊本県         | 熊本朝日放送（KAB）          | テレビ朝日系列                               | 金曜 21:00 - 21:54 ↓ 火曜 21:00 - 21:54 | 同時ネット |
| 大分県         | 大分朝日放送（OAB）          | テレビ朝日系列                               | 金曜 21:00 - 21:54 ↓ 火曜 21:00 - 21:54 | 同時ネット |
| 鹿児島県       | 鹿児島放送（KKB）            | テレビ朝日系列                               | 金曜 21:00 - 21:54 ↓ 火曜 21:00 - 21:54 | 同時ネット |
| 沖縄県         | 琉球朝日放送（QAB）          | テレビ朝日系列                               | 金曜 21:00 - 21:54 ↓ 火曜 21:00 - 21:54 | 同時ネット |
| 鳥取県・島根県 | 日本海テレビ （NKT）         | 日本テレビ系列                               | 月曜 15:50 - 16:50                      | 遅れネット |
| 宮崎県         | テレビ宮崎 (UMK)             | フジテレビ系列 日本テレビ系列 テレビ朝日系列 | 土曜 10:30 - 11:30                      | 遅れネット |
| 富山県         | チューリップテレビ （TUT）   | TBS系列                                      | 土曜 13:00 - 13:55                      | 遅れネット |
| 高知県         | テレビ高知（KUTV）           | TBS系列                                      | 水曜 19:00 - 19:55                      | 遅れネット |
| 福井県         | 福井テレビ（FTB）            | フジテレビ系列                               | 水曜 15:53 - 16:50                      | 遅れネット |

## スタッフ

### レギュラー版
- 構成：中野俊成、川野将一、天野慎也、政宗史子、興津豪乃、板垣佳珠弓、小山賢太郎
- ロケ技術・カメラ：山下義人、大塚孝輔、岡田光司、大橋次郎、植田和彦、徳久裕、坂本将俊、沼田善、甲斐優美、岸上健二、杉村正視、飯田一志、安達良、山田啓史、千葉弦毅、山下貴之、山本啓太、宮澤一央、岩澤治、小田圭、小川淳、堅岩功、小西賢輔、西田慶仁、山本真也、速形豪（週替り）
- ロケ技術・VE：浅川潤、行廣晋一、清水俊孝、松山智、清水昭雄、梅澤大輔、平野裕城、山下貴之、本田義博、川井力、吉本甲、横田満洋、楠部達也、市川大祐、大貫晶、熊倉智大、佐々木裕也、岡本隆朗、酒井亜耶、高宮哲郎、箕浦耕平、小原憲、姫井信二、遠藤拓也、中島光貴、菅野龍弥、宮田翔太、重松敦、西森大記、白川征央、赤塚義幸、飯田祥子、石田崇、福重伸隆（週替り）
- TP：深谷高史
- SW：小川利行（以前はカメラ）
- カメラ：藤井一行、森内一行（森内→以前はロケ技術・カメラ）（週替り）
- VE：山下義子、宮本学（週替り）
- 音声：篠良一、高宮哲郎（週替り）
- 照明：長谷川英樹
- マルチ：上福更記
- 美術プロデューサー：森健彦
- 美術デザイン：別所晃吉
- 美術進行：山口(田)武治
- メイク：ビーム
- 編集：大沼一真、増田直人、安川修平（週替り）
- MA：中村裕子
- 音効：矢部公英（278→アッパーアローズ）
- CG：前川陽介
- 技術協力：from r、J-crew、マイシャ、イメージランド、池田屋、ニューテレス、プログレッソ、ザ・チューブ、BIG VOICE、エスユー、ピースリー本舗、テクニカルアート、Tec Service、ジー・オーシャン
- 美術協力：フジアール
- 協力：MCIPホールディングス、クレイジーボックス、BH（BE HONEST）、R-1、Oidooon
- 編成：石橋義史（朝日放送テレビ）
- 営業：伊地智厚太・多喜澪（2名共朝日放送テレビ）
- 番宣：高橋寿英・井上勤（2名共朝日放送テレビ）
- デスク：中村美恵（朝日放送テレビ）
- リサーチ：前田奈苗、伊藤暢子、齊藤貴嗣、水野裕司、田中郁子
- 海外コーディーネーター：エクセルマン・プロダクションズ、ボイス、南米通信社、Windows of Jordan tours.、イースタンデュオ、大山牧子、ジャパンアフリカ、ラップス、OCEAPRO、サネイトラベル&ツアーズ、Happy Smile Tour、MOツーリスト、小木曽モニカ、黒川廉、Wonderland Tours Inc. 大橋紀子、わくわくサファリーズ、SOUTH PACIFIC OCEANIA LTD、Jaya Sempurna Juro、OSCARNET、Zahara Produceion Sdn.Bhd.、Insar Tours&Travel Sdn.Bhd.、テレサーチ、イツモ・トラベル、イベンツ・プロダクション、モーメン・バドル、モハンナド、ミスマール、ゴジツアーズ、Monchi Media、延原智己、FIRST BLESSING、URUTAU FILMES、ネイティブ ブラジル、浅野曜子、NAGAYA SHOWTENG、井上大樹、インダスヘリテイジ、モンチメディアルゼンチン、Kyaw Myint Oo、ボイス、ユハ・ライティネン、ピーターセン沢田由希子、オカンギュレル、加藤裕美 J-SAT、Motion pia-net production、ワンダーランドツアーズ、Don productions、FZ LLC 他
- FD：黒田源治（SSSystem）、岡本光弘（一時離脱→復帰）（週替り）
- TK：跡部まさみ
- AP：高田好子、大槻泰輔、加藤葉月、鶴谷典子、坂本未来、桜田江利子、森友絵（週替り）
- AD：海藤主、昆桃子、酒井亨、小嶌毬阿、栗栖竜（GUlLD）、山崎宏之（毎週）、松浦和泉、渡邉俊輝（不定期）
- ディレクター：小南彰（FUNS）、植木一実（極東電視台）、松尾康高（FUNS）、又吉真平（R-1）、岩波純（GUlLD）、大和田毅（プラモ）、竹内隆徳（極東電視台）
- 演出/ディレクター：須藤孝幸（Oidooon、一時離脱→復帰）、小牧敏哉（以前はディレクター→演出）、工藤和彦（週替り）
- 演出：小林賢一、山田敬文（朝日放送テレビ）、田辺昌邦（ZION）、木戸隆文（Oidooon、一時離脱→復帰）（週替り）
- 総合演出：三澤隆之（GUlLD）
- プロデューサー：上野晴弘（朝日放送テレビ）、中澤晋弥（よしもとクリエイティブ・エージェンシー）、福田真砂美（GUlLD）
- チーフプロデューサー：小川隆弘（朝日放送テレビ、以前は制作→一時離脱）
- 制作：朝日放送テレビ、吉本興業、GUlLD(ギルド)

### 過去のスタッフ
- TP：高瀬義美
- SW：藤江雅和
- VE：嶋田義子
- マルチ：大高貢
- 美術プロデューサー：津留啓亮
- 美術進行：高田修司
- メイク：アートメイク・トキ
- 協力：b-DASH、オーバー・シーズ・トラベル、プラモ、東通企画
- 編成：園部充（朝日放送テレビ）、佐々木真司（朝日放送テレビ）
- 営業：北中彰（朝日放送テレビ）
- 番宣：岸本拓磨（朝日放送テレビ）、土肥繁葉樹（朝日放送テレビ）
- AP：永田浩子（b-DASH）、中田真由美
- AD：宮田耕介、石原智香、柴田尚人、最上マーガレットケイ、世利由美絵、山中洋光、諸正義彦（東通企画）、先野々将央、川島里奈、山口香奈
- AD/ディレクター：澤地圭介
- ディレクター：松田裕士（b-DASH）、中村邦夫、川名良和、鈴木博久、馬込伸吾、安田在、縫田直久、遠藤玲王、福井義典（東通企画）、高鍋太一
- 演出：佐々木匡哉（朝日放送テレビ）、山下浩司（朝日放送テレビ）
- 総合演出：田中和也（朝日放送テレビ）
- プロデューサー：谷垣和歌子・田井中皓介・山岸未歩（共によしもとクリエイティブ・エージェンシー）、関口哲（Wave）
- チーフプロデューサー：西尾理志（朝日放送テレビ）
- 制作協力：Rolling（ローリング）
- 制作：Wave

### 復活特番（2022年5月24日）放送分
- 構成：中野俊成、政宗史子、天野慎也
- ロケ技術・カメラ：山下義人、永井秀之（永井→第12回）
- カメラ：佐藤勇介、後藤佑樹（共に第12回）
- VE：本間宏海（第12回）
- 音声：森繁典（第12回）
- CA：福山陸、田中久温（共に第12回）
- メイク：吉田みわ（第12回）
- 編集：平井剛（第12回）
- MA：中村裕子（第8,12回）
- 音効：矢部公英
- CG：前川陽介
- 技術協力：イメージランド、from r、PLTWORK、エスユー（エスユー→第8,12回、イメージ・PLT→第12回）
- 協力：クレイジーボックス、BH（BE HONEST）（BH→第8,12回）
- 編成：森和樹（朝日放送テレビ、第12回）、鈴鹿相哉（朝日放送テレビ、第8,12回）
- 営業：武田行剛（朝日放送テレビ、第12回）
- デスク：中村美恵（朝日放送テレビ、以前は番組デスク）
- 番宣：江﨑希与子（朝日放送テレビ、第12回）、市川貴裕（朝日放送テレビ、第12回）
- リサーチ：前田奈苗、伊藤陽子
- 海外コーディネーター：NATIVE BRAZIL（第12回）、ボイス
- AP：桜田江利子、鶴谷典子、高田好子、坂本未来（桜田・鶴谷・坂本→第8,12回）
- AD：戸邉綾香、稲垣達弥、壽見勇斗（共に第12回）
- ディレクター：小牧敏哉、工藤和彦、栗栖竜（栗栖→第12回、第8回はAD）
- 演出：小林賢一、小南彰（小南→第12回、第8回はディレクター）
- 総合演出：三澤隆之（第7回は演出）
- プロデューサー：渡辺蔵人（吉本興業）、山下浩司（朝日放送テレビ、第12回）、福田真砂美（GUlLD）（渡辺・福田→第8,12回）
- チーフプロデューサー：北村誠之（朝日放送テレビ、第12回）
- 制作：朝日放送テレビ、吉本興業、GUlLD(ギルド)

### 過去のスタッフ
- 構成：川野将一、板垣佳珠弓、小山賢太郎（共に第7回）、小山まる（小山ま→第8回）
- ロケ技術・カメラ：岡田光司、大橋次郎、小川正明（共に第7回）、大塚孝輔（第7,8回）、山本真也（第8回）
- ロケ技術・VE：滝川毅、松山智、山下貴之、高橋勇士（共に第7回）、浅川潤（第7,8回）、菅野龍也、石田崇（菅野・石田→第8回）
- TP：高瀬義美（第7回）、深谷高史（第8回）
- SW：高田治（第7回）、小川利行（第8回）
- カメラ：岩田一己（第7回）、森内一行（第8回）
- VE：原啓教（第7回）、宮本学（第8回）
- 音声：篠良一（第7回）、高宮哲郎（第8回）
- 照明：長谷川英樹（第7,8回）
- マルチ：大高貢（第7回）、上福更記（第8回）
- 美術プロデューサー：津留啓亮（第7回）、森健彦（第8回）
- デザイン：別所晃吉（第7,8回）
- 美術進行：高田修司（第7回）、山口武治（第8回）
- メイク：塚原ひろの（第7回）、ビーム（第8回）
- 編集：今井純（第7回）、増田直人、安川修平（共に第8回）
- MA：赤川淳（第7回）
- 技術協力：マイシャ、港屋、ザ・チューブ（共に第7回）、J-crew、ニユーテレス、プログレッソ（共に第7,8回）、TECHNICAL ART CO,LTD（TECHNICAL→第8回）
- 美術協力：フジアール（第7,8回）
- 協力：オーバーシーズトラベル（第7回）、MCIPホールディングス、Oidooon（共に第8回）
- 編成：石橋義史（朝日放送テレビ、第7回）
- 営業：北中彰（朝日放送テレビ、第7回）、高妻蔵馬（朝日放送テレビ、第8回）、多喜零（朝日放送テレビ、第8回）
- 宣伝：岡崎由記（朝日放送テレビ、第7回）、阪本美鈴（朝日放送テレビ、第7回）、高橋寿英（朝日放送テレビ、第8回）
- リサーチ：齊藤貴嗣（第7回）
- 海外コーディネーター：エクセルマン・プロダクションズ、ラブリネンコ ウラジーミル、具志堅勝、NAGAYA SHOWTENG CO.LTD.、インダス・ヘリティジ（共に第7回）、NZ Network、延原智己/ネタン・チットラガール（共に第8回）
- 制作：小川隆弘（朝日放送テレビ、第7回、以前はチーフプロデューサー）
- TK：梅澤和世（第7回）、跡部まさみ（第8回）
- FD：岡本光弘（第8回、第7回はディレクター）
- AP：加山裕佳子（第7回）
- AD：宮田耕介、澤地圭介、安念まりや（共に第7回）、昆桃子、酒井亨、松浦和泉、小嶌毬阿（共に第8回）
- ディレクター：中村邦明、鈴木博久、中村真夕（共に第7回）
- 演出：須藤孝幸（第8回）
- プロデューサー：関口哲（第7回）、山田敬文（朝日放送テレビ、第8回）
- チーフプロデューサー：西尾理志（朝日放送テレビ、第7回、以前はプロデューサー）、上野晴弘（朝日放送テレビ、第8回、第7回はプロデューサー）
- 制作：Wave（第7回）

## その他（スポーツ中継延長による番組休止事例）
- 2015年1月23日は、当初は通常通り放送を予定していたが、AFCアジアカップ2015において、日本代表がグループDを制し、決勝トーナメント進出が決まったことになり、急遽「AFCアジアカップ2015 準々決勝 日本×UAE」（テレビ朝日制作）を18:10 - 20:30枠で放送することになり、前座番組『ミュージックステーション』（テレビ朝日制作）を20:30 - 21:24に繰り下げ・『報道ステーション』（テレビ朝日制作）を21:30 - 23:10に拡大（後にサッカー中継が延長され、『Mステ』を21:20 - 22:14に更に繰り下げ、『報ステ』を22:14 - 23:30に、臨時拡大の100分枠ではなく通常の76分枠で放送）したため、休止となった。
- 2016年10月25日は、当初は通常通り放送を予定していたが、「SMBC日本シリーズ2016第3戦・日本ハム×広島」（テレビ朝日制作）の中継が大幅に延長されたため、急遽休止となった[注 13]。同日に放送予定だった内容については、翌週の同年11月1日に改めて放送された[157]。